# Красный Октябрь (Темрюкский район)
Кра́сный Октя́брь — посёлок в Темрюкском районе Краснодарского края.
Входит в состав Курчанского сельского поселения.

## География

### Улицы
| - пер. Клубный, - ул. Виноградная, - ул. Гаражная, - ул. Западная, - ул. Зелёная, - ул. Кашурина, - ул. Короткая, - ул. Красная, - ул. Молодёжная, | - ул. Набережная, - ул. Новая, - ул. Октябрьская, - ул. Почтовая, - ул. Садовая, - ул. Торговая, - ул. Центральная, - ул. Школьная, - ул. Юбилейная. |

## Население
| 2002 | 2010  |
| ---- | ----- |
| 1727 | ↗1800 |